# Ljusterö

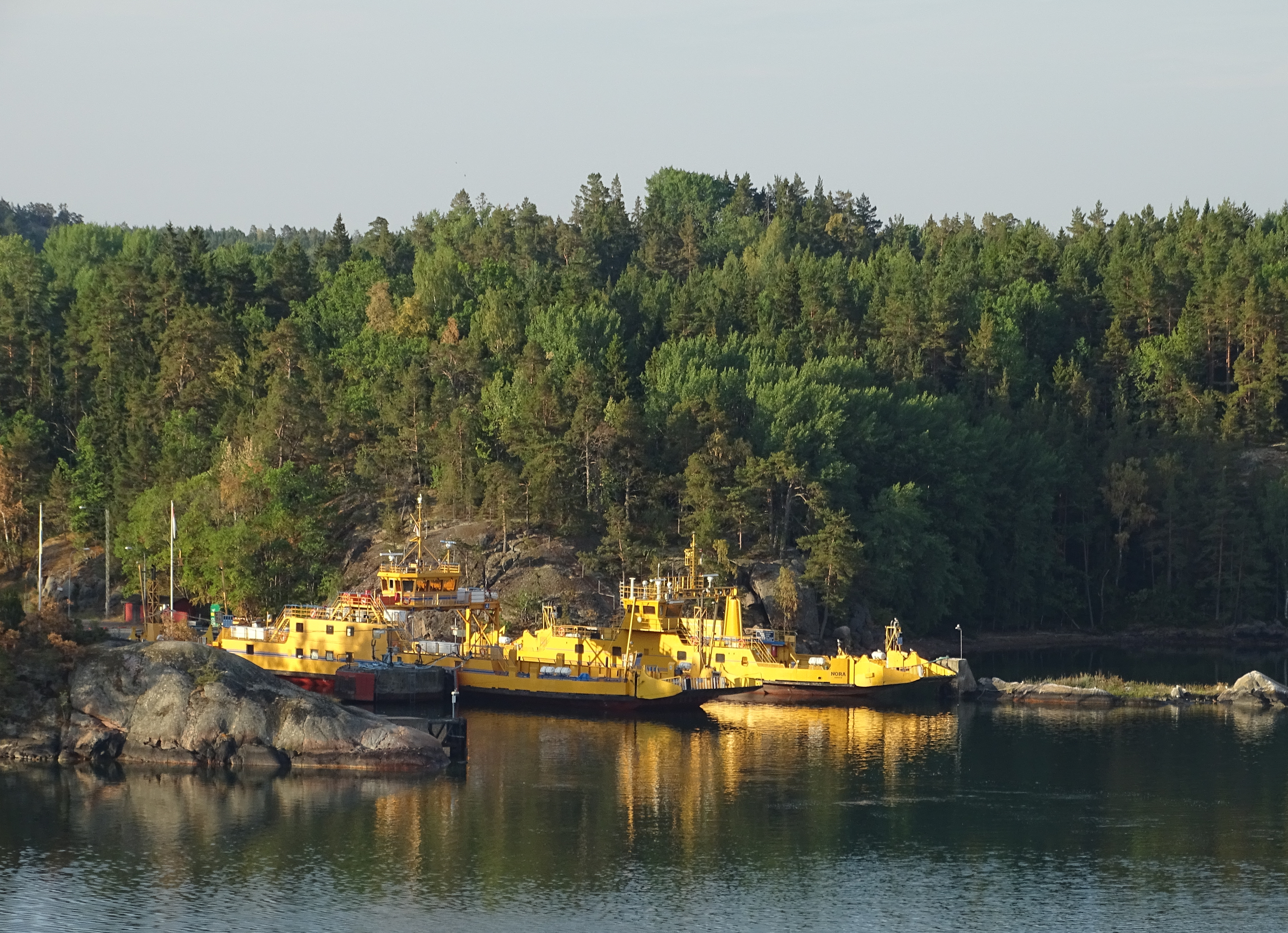
Ferry Ljusterö-Östanå

Ljusterö es una isla en Suecia. Está en la parte septentrional del archipiélago de Estocolmo en el municipio de Österåker, condado de Estocolmo. Está aproximadamente a 65 kilómetros al norte de Estocolmo central. Con una superficie de alrededor de 62 km², es la decimoséptima en tamaño del país. A la isla se llega desde el continente a través de ferries rgulares desde Östanå así como por barco desde el centro de Estocolmo. Tiene aproximadamente 1.500 residentes permanentes y 25.000-30.000 residentes durante el verano debido al gran número de casas de verano.
Ljusterö fue al principio un municipio propio hasta el año 1967, cuando se convirtió en parte del municipio de Österåker. En 1974, todo el municipio de Österåker se convirtió en parte del municipio de Vaxholm, pero desde 1983, Ljusterö ha sido parte del nuevo municipio de Österåker.